# Piotruś Pan w czerwieni
Piotruś Pan w czerwieni (ang. Peter Pan in Scarlet) – powieść napisana przez brytyjską pisarkę Geraldine McCaughrean; oficjalna kontynuacja powieści Piotruś Pan i Wendy J.M. Barriego; w Polsce wydana w 2006 roku przez wydawnictwo Znak.

## Historia
Książka Piotruś Pan i Wendy uczyniła J.M. Barriego jednym z najpopularniejszych pisarzy Wielkiej Brytanii pierwszej połowy XX wieku. W 1929 roku Barry przekazał wszystkie prawa do Piotrusia Pana szpitalowi dziecięcemu Great Ormond Street Hospital, sprawiając, że odtąd wszystkie zyski ze sprzedaży książki będą wpływać na konto szpitala. W 2004 roku szpital zezwolił na napisanie kontynuacji opowieści o Piotrusiu Panie, ogłaszając konkurs na zarys fabuły i próbny rozdział nowej części. Spośród pisarzy z całego świata zwyciężyła brytyjska pisarka Geraldine McCaughrean. Tak powstała książka Piotruś Pan w czerwieni.